# João Neto & Frederico
João Neto & Frederico é uma dupla de cantores de música sertaneja brasileira formada pelos irmãos João Neto Nunes (Goiânia, 12 de agosto de 1979) e Frederico Augusto Silva Nunes (Goiânia, 11 de março de 1982).  A influência musical da dupla veio do pai, Gil Neto Nunes Filho, e do avô, onde foi a base da dupla revelação. Os irmãos de Goiás acompanhavam o pai em suas apresentações por Goiânia.

## Carreira
Naturais de Goiânia, filhos de Celina Nunes e Gil Neto Nunes Filho, começaram logo cedo, com influências do pai, integrante da dupla Toni & Gil, e do avô, João Neto aos 10 anos e Frederico aos 6 anos, antes de se tornarem famosos integraram o Trio Rouxinóis de Goiás, junto com o irmão mais novo da dupla, Felipe César. O amor pela música sempre falou mais alto, porém, a pedido do pai, tiveram que primeiro fazer uma faculdade em suas formações: João Neto em Veterinária e Frederico em Agrônomia, João Neto se formou pela UFG em 2002 é pós graduado em clínica e cirurgia em pequenos animais pela Universidade do Espirito Santo do Pinhal (Qualitas). Na fase universitária, conciliavam os estudos com os shows, e só depois de formados, se dedicaram inteiramente a carreira da dupla. O irmão da dupla, Felipe César passou a trabalhar como tecladista e produtor dos irmãos, até João Neto & Frederico gravarem seu primeiro CD, intitulado Esperando Por Um Sonho, lançado pela dupla em Goiânia no dia 26 de março de 1998. O seu lançamento foi prestigiado por um público de mais de 1000 pessoas. Depois veio o segundo álbum, intitulado Se Não For Por Amor, em 2004, dessa vez com lançamento a nível nacional. O álbum Modão - Ao Vivo, lançado em 2006, foi o precursor do grande sucesso Acústico Ao Vivo, CD e DVD lançado em 2007 pela EMI, que revelou a dupla para todo o país, inclusive o estado de Goiás. 
O trabalho João Neto & Frederico - Ao Vivo, lançado em 2008, foi um marco na carreira dos músicos. "Essa gravação foi especial, vai ficar em nossa lembrança para sempre. O show contou com 30 mil pessoas e estava chovendo, mas o público estava animado cantando as músicas com a gente, foi algo realmente contagiante", lembra João Neto. No ano seguinte, a canção da dupla "Detonou" fez parte da trilha sonora da novela Paraíso, da Rede Globo.
Em 2009, lançaram pela Som Livre o álbum Vale a Pena Sonhar. Neste trabalho, que contou com 23 músicas, introduziram novos ritmos ao sertanejo, como o arrocha "Não Vou Mais Chorar" e a canção "À Sua Vista". Outros destaques foram "Revelação" composição de Gusttavo Lima e "Sai Pra Lá", entraram para trilha sonora da novela da Rede Globo "Paraíso". 
Em 2012, apostando em um repertório mais dançante, lançaram o álbum Ao Vivo em Palmas pela Som Livre, gravado na capital tocantinense. O disco consagrou as músicas "Tô Morando Sozinho", "Tá Combinado" e "Lê Lê Lê", tendo as duas últimas figurando entre as cinco mais executadas do país. A canção "Lê Lê Lê" fez parte da trilha sonora da novela Cheias de Charme, da Rede Globo. Com essa música, a dupla conseguiu alavancar sua carreira, fazendo shows em diversas cidades no Brasil e no mundo, contando agora com 22 shows por mês.
Em 2014, lançaram dois singles, "Chamam Isso de Traição", que traz a participação da dupla Bruno & Marrone, e "Última Dose" que traz a participação do cantor Cristiano Araújo. Ambos os singles pertencem ao álbum Ao Vivo em Vitória.
Em 2015, lançaram o single "Presto Pouco", que alcançou a primeira posição na Billboard Brasil e foi bastante executada nas rádios. No mesmo ano, a dupla lançou a versão brasileira da música "Roar", da cantora estadunidense Katy Perry, intitulada "Um Cara de Sorte".
Em 2016, lançaram o mais novo single "Chorou Na Escadaria", único single do álbum de mesmo nome da dupla lançado no mesmo ano.
Em 2017, lançaram "Saudade Do Caramba". Em maio do mesmo ano, gravaram seu DVD Em Sintonia, trazendo as participações de Simone & Simaria, Gusttavo Lima, MC Kevinho e Jorge & Mateus. O primeiro single desse DVD foi "Cê Acredita", que teve a participação de MC Kevinho.
Em 2018, lançaram o single "Rapariga Não", com a participação de Simone & Simaria. A canção fez parte da trilha sonora da novela Segundo Sol, da Rede Globo. No mesmo ano, lançaram "Meio Seu", em parceria com o cantor Léo Santana. O clipe da música foi gravado em São Paulo, com a direção de Mess Santos, e teve a participação das gêmeas Emilly e Mayla Araújo, ex-participantes do Big Brother Brasil 17. Ainda em 2018, lançaram o CD e DVD Onde Nasce o Som, com 22 músicas, incluindo versões ao vivo de sucessos próprios e de outros artistas sertanejos, além das inéditas "Dose Maldita", "BR 153" e "Toca Aquela".
Em 2019, João Neto & Frederico lançaram nas plataformas digitais os singles "Não Tem Tu, Vai Tu Mesmo", cujo clipe foi gravado em uma vila no bairro da Barra Funda, na Zona Oeste de São Paulo, e "Vontade de Não Prestar", gravado em Brasília, com a participação da influenciadora digital e modelo Rafa Kalimann.

## Discografia

### Álbuns de estúdio
- Esperando Por Um Sonho (1998)
- Se Não Foi Por Amor (2004)
- Tá Combinado (2011)
- Indecifrável (2013)
- Só Modão II (2015)
- João Neto & Frederico (2016)

### Álbuns ao vivo
- Modão - Ao Vivo (2006)
- Acústico Ao Vivo (2007)
- Ao Vivo (2008)
- Vale a Pena Sonhar (2009)
- Só Modão (2010)
- Ao Vivo em Palmas (2012)
- Ao Vivo em Vitória (2014)
- Em Sintonia (2017)
- Onde Nasce o Som (2018)
- Sertaneje-se (2020)
- Na Intimidade (2022)
- No Sentimento Do Álcool (2023)
- João Neto & Frederico 25 Anos Ao Vivo (2024)

### Singles
| Ano  | Título                                           | Melhor posição | Álbum                 |
| Ano  | Título                                           | BRA            | Álbum                 |
| ---- | ------------------------------------------------ | -------------- | --------------------- |
| 2004 | "Viver Sem Ar" (Vivir Sin Aire)                  | —              | Se Não Foi Por Amor   |
| 2006 | "Só de Você"                                     | —              | Modão - Ao Vivo       |
| 2007 | "Pura Magia"                                     | 64             | Acústico Ao Vivo      |
| 2007 | "Pega Fogo Cabaré"                               | 45             | Acústico Ao Vivo      |
| 2008 | "Meu Anjo"                                       | 58             | Acústico Ao Vivo      |
| 2008 | "Difícil"                                        | 27             | Ao Vivo               |
| 2008 | "Não é Chuva de Verão"                           | 71             | Ao Vivo               |
| 2009 | "Detonou"                                        | 61             | Ao Vivo               |
| 2009 | "Revelação"                                      | 52             | Vale a Pena Sonhar    |
| 2009 | "Sai Pra Lá"                                     | 45             | Vale a Pena Sonhar    |
| 2009 | "Delegada" (part. Fernando & Sorocaba)           | 56             | Vale a Pena Sonhar    |
| 2010 | "Não Vou Mais Chorar"                            | 43             | Vale a Pena Sonhar    |
| 2010 | "A Sua Vista"                                    | 32             | Vale a Pena Sonhar    |
| 2010 | "Chora"                                          | 35             | Só Modão - Ao Vivo    |
| 2011 | "Meu Coração Pede Carona"                        | 21             | Tá Combinado          |
| 2011 | "Tá Combinado"                                   | 25             | Tá Combinado          |
| 2011 | "Lê Lê Lê"                                       | 2              | Ao Vivo em Palmas     |
| 2012 | "Tô Morando Sozinho"                             | 17             | Ao Vivo em Palmas     |
| 2012 | "Te Amo e Nada Mais"                             | 14             | Ao Vivo em Palmas     |
| 2013 | "Clichê" (part. Jorge & Mateus)                  | 14             | Indecifrável          |
| 2013 | "Crime Perfeito"                                 | 3              | Indecifrável          |
| 2014 | "Chamam Isso de Traição" (part. Bruno & Marrone) | 10             | Ao Vivo em Vitória    |
| 2014 | "Ele Não Vai Mudar"                              | 5              | Ao Vivo em Vitória    |
| 2014 | "Última Dose" (part. Cristiano Araújo)           | 11             | Ao Vivo em Vitória    |
| 2015 | "Presto Pouco"                                   | 1              | Ao Vivo em Vitória    |
| 2015 | "É Claro Que Eu Tô"                              | 8              | Ao Vivo em Vitória    |
| 2015 | "Moda Derramada"                                 | 4              | Só Modão II           |
| 2016 | "Vício" (part. Jads & Jadson)                    | 3              | Só Modão II           |
| 2016 | "Chorou na Escadaria"                            | 12             | João Neto & Frederico |
| 2017 | "Saudade do Caramba"                             | 3              | Em Sintonia           |
| 2017 | "Cê Acredita" (part. MC Kevinho)                 | 2              | Em Sintonia           |
| 2018 | "Rapariga Não" (part. Simone & Simaria)          | 2              | Em Sintonia           |
| 2018 | "Meio Seu" (part. Léo Santana)                   | 3              | Sertaneje-se          |
| 2019 | "Não Tem Tu Vai Tu Mesmo"                        | 16             | Sertaneje-se          |
| 2019 | "Radin Ligado"                                   | 14             | Sertaneje-se          |
| 2020 | "Só Esquece Quem Tenta"                          | 21             | Sertaneje-se          |

Como artista convidado
| Ano  | Single                                                          | Álbum                                       |
| ---- | --------------------------------------------------------------- | ------------------------------------------- |
| 2023 | "Porque Fui Te Amar Assim" (Daniel part. João Neto & Frederico) | Daniel 40 Anos: Celebra João Paulo & Daniel |
| 2023 | "Eu Me Amarrei" (Daniel part. João Neto & Frederico)            | Daniel 40 Anos: Celebra João Paulo & Daniel |

## Participações

### Televisão
| Ano  | Título           | Personagem / Cargo | Nota                                          |
| ---- | ---------------- | ------------------ | --------------------------------------------- |
| 2012 | Cheias de Charme | Eles mesmos        | Cantando em um show com Penha, Cida e Rosário |
| 2019 | Bancando o Chef  | Participantes      | 2ª temporada                                  |